# Simfonia núm. 4 (Martinů)
La simfonia núm. 4, H. 305, és una composició orquestral del compositor txec Bohuslav Martinů. Es va estrenar el 30 de novembre de 1945 a l'Acadèmia de Música de Filadèlfia, interpretada per l'Orquestra de Filadèlfia dirigida per Eugene Ormandy.
És la simfonia més popular de totes les escrites per Martinů, i la que més s'interpreta arreu del món. Sense posseir melodies característiques ni especials formes rítmiques, empra parts bitonals i certes dissonàncies i crea una peculiar atmosfera que afecta l'audiència. L'obra consta de quatre moviments i, segons el compositor, creix a partir d'un únic motiu.

## Origen i context
Martinů va viure als Estats Units entre 1941 i 1953, anys que no van ser gens fàcils per a ell. Profundament marcat per la duresa de la postguerra i la inestabilitat política a Txecoslovàquia, així com per la desil·lusió de no trobar a Amèrica l'entorn esperançador que imaginava, el seu estat d'ànim es va ressentir greument. Tot i això, va continuar component amb la mateixa intensitat i, en els primers cinc anys, va crear fins a 25 noves obres. L'optimisme que va sentir amb la fi de la guerra va alimentar una nova onada de creativitat, donant lloc a la Simfonia núm. 4, una de les seves composicions orquestrals més amables i encantadores.
El 1945 va ser un any especialment productiu per a Martinů a Filadèlfia. Al gener, sota la direcció d'Ormandy, es van interpretar les seves obres, començant per la Segona Simfonia. Poc després, al febrer, el pianista Rudolf Firkušný va fer una visita a la ciutat per tocar el Segon Concert per a piano, una peça que ell mateix havia estrenat el 1935 i que interpretava sovint. Entre abril i juny, mentre es vivien els últims dies de la guerra a Europa, Martinů es va abocar en la composició de la Quarta Simfonia, animat per les notícies que li anaven arribant de l'alliberament de Txecoslovàquia.
Martinů va començar la seva creació l'estiu de 1943, quan Martinů es va allotjar a la casa de William H. Ziegler i la seva esposa Helen, a Noroton, Connecticut. Van ser ells els qui van sol·licitar la Quarta Simfonia, possiblement d'acord amb el mateix compositor. En aquell moment, acabava de finalitzar la Segona Simfonia i encara no havia començat a plantejar-se la Tercera. Però va ser composta principalment a Nova York, amb algunes parts escrites a la residència d'estiu del compositor a prop de South Orleans, a Cape Cod, Massachusetts. La "Simfonia de Noroton", tal com l'anomenava el compositor, es va començar deu mesos després d'haver completat la seva Tercera Simfonia i, com solia fer, va avançar ràpidament; els quatre moviments estan datats respectivament el 17 d'abril, el 2 de maig, el 22 de maig i el 14 de juny de 1945.

## Representacions
La Quarta Simfonia de Martinů es va interpretar per primera vegada a Filadèlfia el 30 de novembre de 1945, sota la batuta d'Eugene Ormandy amb l'Orquestra de Filadèlfia. Després d'aquesta presentació, es van oferir tres concerts més, incloent-ne un al prestigiós Carnegie Hall l'11 de desembre. L'obra va rebre una ovació entusiasta i va ser considerada com la millor de les seves creacions fins aquell moment. Martinů, que va assistir a l'estrena, va escriure a la seva família a Polička, expressant el seu entusiasme: «La quarta simfonia ha estat tot un èxit. El concert estava ple de gom a gom, l'orquestra va tocar de meravella i les crítiques són immillorables». La crítica va destacar l'energia i la força de la peça en comparació amb les simfonies anteriors. L'escriptor Miloš Šafránek va veure-hi un predomini de lirisme i serenitat. Martinů va proporcionar una detallada anàlisi tècnica de cada moviment a les notes del programa.
Menys d'un any després, el 10 d'octubre de 1946, Rafael Kubelík la va dirigir amb la Filharmònica Txeca a Praga. En poc temps, aquesta simfonia es va consolidar com la més coneguda i interpretada de totes les simfonies de Martinů a escala mundial.